# 社團萌娘
《社團萌娘》是アキ創作的日本漫畫作品，最初刊载於芳文社《Manga Time Kirara MAX》2009年11月号至2010年1月号，之后正式連載于2010年3月號到2011年11月號，於2011年發售單行本。中文版由東立出版社代理發行。

## 故事簡介
描寫商業高中電腦社中女孩子們日常生活的4格漫畫作品。
作品的步調和緩，不是以惡搞為主，適合慢慢品嚐作品氣氛。

## 登場人物
音
姓氏為中村。高中1年級學生，電腦社社員。
有點天然呆的少女，身材嬌小，加上孩子氣的個性，讓她成為大家疼愛的對象。
非常崇拜電視劇「犯規刑警熱血派」中的井坂刑事，經常模仿他的說話語氣，笑聲也很特別。
體力很差，常看起來軟趴趴的，不過還是比想像中的耐操一點。游泳速度很快。
有個姐姐，姐妹間的感情很好。
在水族箱裡養著球藻，並把它取名為「毬夫」，後來暑假時姐姐不小心把它掉到排水溝裡而死亡。音替它做了一個小墳墓，後來從墳墓中長出新的植物，音也把它取名為毬夫。
小米
電腦社的1年級學生，和音不同班。
身材嬌小，不過比音高一點。
個性有點冷淡，其他成員引起騷動時常冷靜旁觀，並常吐槽別人。
敢摸海參，卻不敢摸麵包蟲。
小佐
本名佐木田。雖然是文書處理社社員，但經常和電腦社社員一起活動。和小米同班。
起初和成員們保持距離，但很快就融入其中。
似乎很喜歡音。
社長
2年級學生，電腦社社長。
頭髮綁成馬尾，平常穿著很隨性。
個性隨便，總是在睡覺。
成績似乎比小望差。
久米米
電腦社社員，和音與社長性格很合得來。和音是同班同學。
常和音玩一些孩子氣的遊戲。
手很巧，曾自己用樹枝做釣竿。
姊姊
音的姐姐，大學生。
很溺愛妹妹音。
有汽車駕照，有時候會開車接她。
小望
文書處理社社長，戴眼鏡的少女。
和電腦社社長感情好像很好又好像很差，但兩人還是常玩在一起。
小鬍子
本名大輪。音的班級導師。
不知道位何他用「久米同學」稱呼久米。

## 出版書籍
| 集數 | 芳文社        | 芳文社             | 東立出版社    | 東立出版社         |
| 集數 | 發售日期      | ISBN               | 發售日期      | ISBN               |
| ---- | ------------- | ------------------ | ------------- | ------------------ |
| 1    | 2011年1月27日 | ISBN 9784832279865 | 2012年8月20日 | ISBN 9789861098944 |